# Горбатицы
Горбатицы — деревня в Печорском районе Псковской области России. Входит в состав сельского поселения «Круппская волость».
Расположена на севере района в 1 км от берега Псковского озера и в 4 км к востоку от волостного центра, деревни Крупп.

## Население
Численность населения деревни по состоянию на конец 2000 года составляла 30 жителей.
| 2001 | 2002 | 2010 |
| ---- | ---- | ---- |
| 30   | ↘24  | ↘21  |